# Cantón de Mora
Mora es un cantón de Costa Rica situado en el oeste de la provincia de San José, sobre la meseta intervolcánica del Valle Central, y perteneciente a la Gran Área Metropolitana. El cantón cuenta con un total de 30 318 habitantes, según la última proyección demográfica, ubicándose así como el quincuagésimo quinto más poblado del país y el decimoquinto de la provincia. Limita al norte con el cantón de Alajuela, al noroeste con los cantones de Atenas y Turrubares, al oeste con el cantón de Puriscal, al sur con el cantón de Acosta, y al este con los cantones de Escazú y Santa Ana.
El cantón cuenta con una extensión territorial de 162,04 km², colocándose como el noveno más extenso de la provincia. Su cabecera es el distrito de Colón, con categoría de ciudad, y cuenta con un total de siete distritos: Colón, Guayabo, Tabarcia, Piedras Negras, Picagres, Jaris y Quitirrisí.
Fundado en 1848, el cantón se caracteriza por ofrecer una amplia seguridad a sus habitantes, colocándose como el cantón más seguro del país, y esto debido a su alta formación rural y a su extremadamente bajo nivel de delincuencia. Además de ello, se ha colocado como un punto de referencia turística importante de la provincia de San José, ofreciendo amplias riquezas naturales. El cantón sirve como sede a la Universidad para la Paz de la Organización de las Naciones Unidas, así como da lugar al territorio indígena de Quitirrisí. El cantón cuenta con un Índice de Desarrollo Humano de 0,826, clasificado como muy alto.

## Toponimia
El término y el nombre actual del cantón, «Mora», surge en homenaje a los Beneméritos de la Patria y expresidentes de Costa Rica, Juan Mora Fernández y Juan Rafael Mora Porras, como un testimonio en gratitud por su labor leal y provechosa con la patria y mediante la Ley n.º 37 del 4 de julio de 1896, durante la administración de Bernardo Soto Alfaro.
Anteriormente, a la localidad se le conocía con el nombre de Pacaca o Pacacua. Este sobrenombre proviene del asentamiento indígena del mismo nombre que se localizó dentro del territorio que abarca el actual cantón y que se encontraba bajo el dominio del Cacique Coquiba a la llegada de los españoles. El sobrenombre, una palabra indígena huetar, significaría “ciudad real” o “lugar rodeado de agua”.

## Historia

### Orígenes
Las primeras ocupaciones registradas del territorio al que hoy pertenece el cantón de Mora se remontan a entre los siglos III y XVI al arribo de los españoles. El territorio en esta época se encontraba ocupado por el antiguo Reino Huetar de Occidente, una nación amerindia y uno de los dos grandes reinos indígenas de la parte central del país, reinado por el Cacique Garabito. Sin embargo, la región en específico que abarca el actual cantón, se encontraba bajo el dominio del Cacique Coquiba. Durante la Conquista, el territorio que cubre esta región, se conocía como «Pacaca» o «Pacacua». En el territorio, además, se han encontrado varios sitios arqueológicos con piezas de materiales cerámicos y algunos objetos antropomorfos, distribuidos entre los distritos de Tabarcia, Guayabo, Jaris y Quitirrisí. El sitio arqueológico más importante se sitúa en el distrito de Quitirrisí, donde fueron hallados restos de varios asentamientos indígenas que datan a antes del año 1000 d. C.
Pacaca constituía uno de los principales y más numerosos asentamientos indígenas del Reino Huetar de Occidente, siendo además la primera comunidad indígena del Valle Central que tuvo contacto con los conquistadores españoles. El primer español que atravesó la localidad fue Gil González Dávila, en 1522, quien tuvo contacto con el entonces rey indígena de la localidad, el Cacique Huetara, quien se asentaba en el hoy territorio que cubre el distrito de Tabarcia.
Posteriormente, Juan de Cavallón y Arboleda atraviesa la localidad en 1561, sin embargo, sus pobladores son esclavizados y despojados de sus tierras, lo que conllevó a que el número de originarios disminuyera considerablemente y forzando al resto de pobladores a refugiarse en lugares como el cerro de Quitirrisí. En este tiempo, el Camino Real o Camino de Cavallón era un camino que venía de Caldera, Esparza, Balsa de Atenas, Piedras Negras, Pacaca y por último, Mata Redonda. De aquí se tomaba al este el camino real a Cartago por Salitral o San Antonio de Desamparados, Patarrá de Desamparados, Picacho, Tobosi, El Guarco y de aquí se podía continuar al Atlántico por Ujarrás, Tucurrique y Matina, mientras que al sur, este camino llevaba al Pacífico, tomando Desamparados, Aserrí, Quepos y Parrita, al norte, se pasaba el río Virilla, Heredia (Cubujuquí) y Barva. Sucesivamente, en enero de 1563, el conquistador Juan Vázquez de Coronado atraviesa la zona para llegar a la región de Quepo.  
Entre 1570 y 1575, padres franciscanos fundan las doctrinas de Barva, Aserrí, Curridabat, Ujarrás, Pacaca y San Bernardino de Quepos. Así fue como se crearon las denominadas reducciones: Las más importantes, las del Valle Oriental, integradas por Cot, Quircot, Tobosi y Ujarrás de Cartago y la reducción del Valle Occidental, integradas por Aserrí, Curridabat, Barva y Pacaca. Así es como en 1575, se construye la primera iglesia de la localidad, que se trató de una pequeña edificación advocada a Nuestra Señora de La Asunción. Este fue uno de los primeros templos católicos en erigirse en el interior de Costa Rica tras la Conquista. 
Entre 1579 y 1587, según los Protocolos de Cartago, el gobernador Diego de Artieda Chirino y Uclés otorgó títulos de propiedad al capitán y conquistador español Juan Solano y Díaz de Tapia, haciéndolo dueño de los territorios que comprenden Patarrá, Aserrí, Santa Ana y lo que hoy es Ciudad Colón. 
En 1583, se establece el Corregimiento de Pacaca, una de las unidades administrativas históricas en las cuales se dividió el Reino de Guatemala, y se estableció a la localidad de Pacaca como su cabecera, hoy el distrito de Tabarcia. Esta localidad posteriormente se trasladó al hoy territorio del distrito de Colón. 
Durante el siglo XIX, personas y familias comienzan a poblar el actual territorio del cantón de Mora, entre ellos algunos agricultores de trigo y ganaderos. Muchas de estas familias provenían de lugares como los cantones de Alajuelita, Desamparados y Tibás, así como de los distritos de Zapote y La Uruca, del cantón de San José.
El 4 de noviembre de 1825, mediante la Ley n.° 63, se divide al Estado de Costa Rica en dos grandes departamentos, el departamento Oriental y el departamento Occidental. Mediante ella, Pacaca se constituyó como un pueblo, parte del distrito de Escasú, en el departamento Oriental. 
En la división territorial administrativa de Costa Rica de 1836, aparece Pacaca como un pueblo en la provincia de San José. Posteriormente, el 1° de diciembre de 1841, mediante la Ley n.º 22, Pacaca pasó a convertirse en un barrio llamado barrio de Pacaca, parte del Departamento de San José, y al cual lo conformaban el territorio del actual cantón de Mora, así como los cantones de Santa Ana, Puriscal y Turrubares. El barrio de Pacaca quedaba dividido en cinco cuarteles: Corrogres, Las Minas, La Isla, San Antonio y San Pablo.
En la Constitución Política del 30 de noviembre de 1848, se estableció una nueva división política y administrativa que contempló la nomenclatura de provincias, cantones y distritos parroquiales. De entre los cantones de la provincia de San José, se encontraba el cantón de «Escazú y Pacaca», decretado el 7 de diciembre del mismo año, y extendiéndose también, como lo dice su nombre, hasta el territorio de los actuales cantones de Escazú, Santa Ana, Mora, Puriscal y Turrubares.

### Cantonato
Mediante el Decreto n.° 08 del 25 de mayo de 1883, se creó Pacaca como cantón de la provincia de San José, designándose como cabecera la villa de Pacaca (hoy Ciudad Colón) y fijándose como distritos al distrito de Pacaca, Guayabo, Tabarcia y Piedras Negras. Pacaca procede del cantón de Escazú, establecido este último, en Ley n.° 36 del 7 de diciembre de 1848.
El 19 de julio de 1883, se llevó a cabo la primera sesión del Concejo Municipal de Mora, integrado por los regidores propietarios Luis Hilario Zumbado, como presidente, Salvador Mora, como vicepresidente, y Bruno Rivera, como fiscal. El secretario fue Guadalupe Rojas y el jefe político fue Juan María Castro.
En la división territorial escolar, establecida por la Ley General de Educación Común, del 26 de febrero de 1886, para la creación de Juntas Municipales de Educación, aparece Pacaca como cantón escolar, dividido en los distritos escolares de Pacaca, Tabarcia y Guayabo.
El 4 de julio de 1896, el cantón recibe su nombre actual de Mora, esto en honor a los expresidentes de Costa Rica y Beneméritos de la Patria, Juan Mora Fernández y Juan Rafael Mora Porras.
El 15 de junio de 1916, el distrito y villa de Pacaca recibe su nombre actual de «Colón», o «Ciudad Colón».
La primera escuela se construyó en 1928, la cual recibió el nombre de Escuela Rogelio Fernández Güell, y, posteriormente, en 1978, se inaugura el Liceo de Ciudad Colón.
En 1946, se construye la actual Parroquia Nuestra Señora de la Asunción, ubicada en el centro del distrito de Colón.
El 4 de mayo de 1970, por medio de la Ley n.º 4574, la villa de Colón recibe el título de ciudad.
El 5 de diciembre de 1980, la Asamblea General de la Organización de las Naciones Unidas adopta la resolución 35/55, la cual establece el Convenio Internacional para el Establecimiento de la Universidad para la Paz, y cuya sede se ubicaría en Ciudad Colón, en el cantón de Mora.
El 18 de mayo de 2012, mediante el Acuerdo Ejecutivo n.º 0015-2012-MGP, se crea el sexto distrito de Jaris, segregado del distrito de Colón.
El 11 de septiembre del 2014, mediante la Ley n.º 9269, se crea el séptimo distrito de Quitirrisí, segregado de los distritos de Colón y Tabarcia.

## Gobierno local

### Alcaldía
Conforme al Régimen municipal de Costa Rica, la alcaldía y las vicealcaldías del cantón son electas popularmente mediante sufragio universal cada cuatro años. En las elecciones municipales de Costa Rica de 2020, el candidato del Partido Nueva Generación, Rodrigo Jiménez Cascante, resultó reelecto como alcalde con el 34,56% de los votos totales. Los vicealcaldes son Ariuna Cabal Lombodorzh y Carlos Flores Ramírez.
Alcaldes desde las elecciones de 2002.
| Periodo   | Nombre                   | Partido |
| --------- | ------------------------ | ------- |
| 2002-2006 | Alcides Araya Campos     | PLN     |
| 2006-2010 | Gilberto Monge Pizarro   | PLN     |
| 2010-2016 | Gilberto Monge Pizarro   | PLN     |
| 2016-2020 | Gilberto Monge Pizarro   | PNG     |
| 2020-2024 | Alfonso Jiménez Cascante | PNG     |

### Concejo Municipal
Al igual que la elección de la alcaldía y vicealcaldías, los integrantes del Concejo Municipal son electos popularmente cada 4 años. El Concejo Municipal de Mora se integra por un total de 5 regidores, propietarios y suplentes, y 6 síndicos, propietarios y suplentes, y cuyo presidente es el regidor propietario Álvaro Arguedas Durán, del Partido Unidos para el Desarrollo, y su vicepresidente es el regidor propietario Julio César Alvarado Zúñiga, del Partido Unidad Social Cristiana. Actualmente está integrado por:
Actual distribución del Concejo Municipal después de las elecciones de 2020.
|                                                    |                                           |                  |           |
| Partidos políticos en el Concejo Municipal de Mora |                                           |                  |           |
| Partido político                                   | Partido político                          | Partido político | Regidores |
|                                                    | Partido Nueva Generación (PNG)            |                  | 2         |
|                                                    | Partido Unidos para el Desarrollo (PUEDE) |                  | 1         |
|                                                    | Partido Comunal Unido (PCU)               |                  | 1         |
|                                                    | Partido Unidad Social Cristiana (PUSC)    |                  | 1         |

## Organización territorial
El cantón de Mora se divide administrativamente en siete distritos, siendo la cabecera el distrito de Colón. Cada distrito, según el Régimen municipal de Costa Rica, posee un Concejo de Distrito el cual se encarga de velar por sus temas correspondientes, y se integra por los síndicos, propietarios y suplentes, y los concejales.
| Distritos del cantón de Mora | Distritos del cantón de Mora | Distritos del cantón de Mora | Distritos del cantón de Mora | Distritos del cantón de Mora |
| #                            | Distrito                     | Área (km²)                   | Población (2020)             |                              |
| ---------------------------- | ---------------------------- | ---------------------------- | ---------------------------- | ---------------------------- |
| 1                            | Colón                        | 40,12                        | 17 291 hab.                  |                              |
| 2                            | Guayabo                      | 8,99                         | 5 289 hab.                   |                              |
| 3                            | Tabarcia                     | 40,39                        | 5 047 hab.                   |                              |
| 4                            | Piedras Negras               | 14,84                        | 487 hab.                     |                              |
| 5                            | Picagres                     | 27,20                        | 879 hab.                     |                              |
| 6                            | Jaris                        | 5,53                         | 1 325 hab.                   |                              |
| 7                            | Quitirrisí                   | 26,69                        | -                            |                              |

## Geografía
Cantón de Mora cuenta con un área de 163,47 km² y una altitud media de 840 m s. n. m.

### Localización
El cantón de Mora es el séptimo de la provincia de San José y tiene una extensión territorial de 162,04 km², y se encuentra ubicado en su totalidad dentro del Valle Central de Costa Rica, en el oeste de este. La anchura máxima es de 30 kilómetros, en dirección noroeste a sureste, desde la confluencia de los ríos Grande de Tárcoles y Chucás, hasta el cerro Cedral.
| Noroeste: Atenas, Turrubares | Norte: Alajuela | Noreste: Santa Ana      |
| Oeste: Puriscal              |                 | Este: Escazú, Santa Ana |
| Suroeste: Puriscal           | Sur: Acosta     | Sureste: Acosta         |

### Relieve
El cantón de Mora cuenta con diferentes relieves, algunos planos y otros montañosos, y cuenta con una elevación media de 840 metros sobre el nivel de mar (m s. n. m.). Las elevaciones sobre el nivel del mar, del centro urbano de los poblados de distritos del cantón, son las siguientes: Ciudad Colón, a 840 m s. n. m., Guayabo, a 996 m s. n. m., Tabarcia, a 817 m s. n. m., Piedras Negras, a 505 m s. n. m., Picagres, a 520 m s. n. m., Jaris, a 850 m.s.n.m., y Quitirrisí, a 1 040 m s. n. m. El punto más alto del cantón se ubica en el extremo este del cantón, en el distrito de Tabarcia, y cerca de la cima del cerro Cedral, y se encuentra a aproximadamente 2 390 m s. n. m.
Otras cimas de importancia son; el cerro Pico Blanco, a 2 271 m s. n. m., el cerro Tacuotari, a 2100 m.s.n.m., el cerro Pacacua, a 1 600 m s. n. m., y el Alto Caña Quemada, a 1 813 n.s.n.m.

#### Uso del suelo
Del total de hectáreas que se conforman dentro del territorio del cantón de Santa Ana, un 30,67% se utiliza para uso urbano y otros usos, un 26,70% está cubierto por áreas silvestres protegidas, y un 9,33% está dedicado a áreas de cultivo, especialmente de café y caña de azúcar.

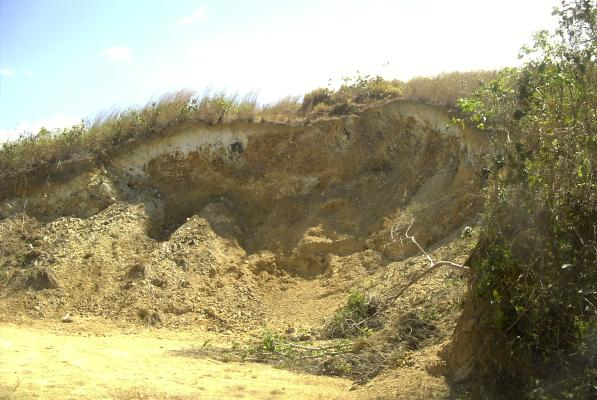
Erosión hídrica en una montaña en Mora.

### Geología
El cantón de Mora está compuesto geológicamente por materiales volcánicos de los periodos terciario y cuaternario, y son las rocas de la época terciaria las que predominan. Del periodo terciario, se localizan en los distritos de Colón, Tabarcia y Jaris, rocas sedimentarias e intrusivas, características de la época geológica del Mioceno. Se pueden ubicar también, en una franja que se alarga desde noroeste al sureste del cantón, otros materiales volcánicos y propios de este periodo como andesitas, basaltos, aglomerados, brechas y tobas.
Por otra parte, del periodo cuaternario, se localizan en los distritos de Colón y Piedras Negras, materiales y rocas propias de este periodo como lavas, tobas y piroclastos, todos materiales volcánicos, así como se localizan en los distritos de Colón y Tabarcia otros materiales sedimentarios como depósitos fluviales y coluviales.

#### Geomorfología
El cantón de Mora forma parte de dos unidades geomorfológicas; la de origen volcánico y la de acción intrusiva. Las dos unidades pertenecen a formación Pacacua. La primera unidad, de origen volcánico, se divide en tres subunidades, denominadas Serranía de Laderas de Fuerte Pendiente, Relleno Volcánico del Valle Central y Restos de Topografía Plana formados por Ignimbritas. 
El cantón presenta diversas subunidades geomorfológicas. La subunidad de Serranía de Laderas de Fuerte Pendiente abarca la mayor parte del territorio cantonal, especialmente en los distritos de Colón, Tabarcia, Piedras Negras y Picagres. Se caracteriza por laderas con fuertes pendientes, susceptibles a deslizamientos, y está compuesta por rocas volcánicas y sedimentarias. 
La subunidad de Relleno Volcánico del Valle Central se localiza en el margen del río Virilla, al norte del cantón. Presenta un relieve predominantemente plano y ondulado, y está conformada por rocas sedimentarias.
Por último, la subunidad de Restos de Topografía Plana formados por ignimbritas se encuentra en el distrito de Picagres. Esta zona presenta relieves muy planos y está compuesta por rocas de origen ignimbrítico.
La segunda unidad, de acción intrusiva, se divide en una subunidad, denominadas Macizo de Escazú. La subunidad Macizo de Escazú se encuentra en el este del cantón, entre los distritos de Colón, Tabarcia y Quitirrisí, y presenta laderas de fuerte pendientes. Está compuesta por rocas ígneas intrusivas y volcánicas con escamas o intercalaciones de sedimentos.

### Hidrografía
El sistema fluvial del cantón de Mora pertenece a la vertiente del Pacífico, así como a la cuenca de los ríos Grande de Tárcoles y Pirrís. El sistema fluvial es drenado por los ríos Pacacua, Tabarcia, Jaris, y Picagres, a los cuales se les unen los ríos Chucás, Negro y Cañas, y los cuales fluyen del río Virilla. Además los ríos Virilla, Chucás, y las quebradas Grandes y Muerte funcionan también como límites cantonales.
En el distrito de Piedras Negras se ubica la Catarata de Piedras Negras, la cual conforma parte del trayecto del río Picagres. La catarata es un punto de referencia turístico importante del cantón de Mora. 

### Clima
El clima del cantón de Mora es tropical monzónico (tipo Am), y cuya época seca va desde diciembre hasta marzo, y la lluviosa desde mayo a octubre, típico del clima del Valle Central. Cuenta con una temperatura que oscila entre los 15 y 26 °C, y precipitaciones que promedian los 2 168 mm al año. El cantón además es parte de la subregión climática del Valle Central Oriental (VC2), que a su vez forma parte de la región climática del Valle Central.

### Flora y fauna
El cantón de Mora cuenta, según el sistema de clasificación de zonas de vida de Costa Rica, con las formaciones forestales de bosque húmedo tropical, bosque muy húmedo premontano y bosque húmedo premontano. Es por ello que en el cantón se pueden encontrar fauna como serpientes, mariposas, tucanes, conejos, comadrejas, coyotes, ardillas y colibríes, así como flora como el azahar de montaña, caimito de montaña, ceibo, cedro amargo, cortez amarillo, espavel, guanacaste, guapinol, laurel, níspero, ojoche, pochote, roble de sabana, surá, entre otros.
El este del cantón se encuentra cubierto por la Zona Protectora El Rodeo, una de las tantas áreas silvestres protegidas de Costa Rica, y la cual abarca una gran diversidad de hábitats y de biodiversidad.

## Economía

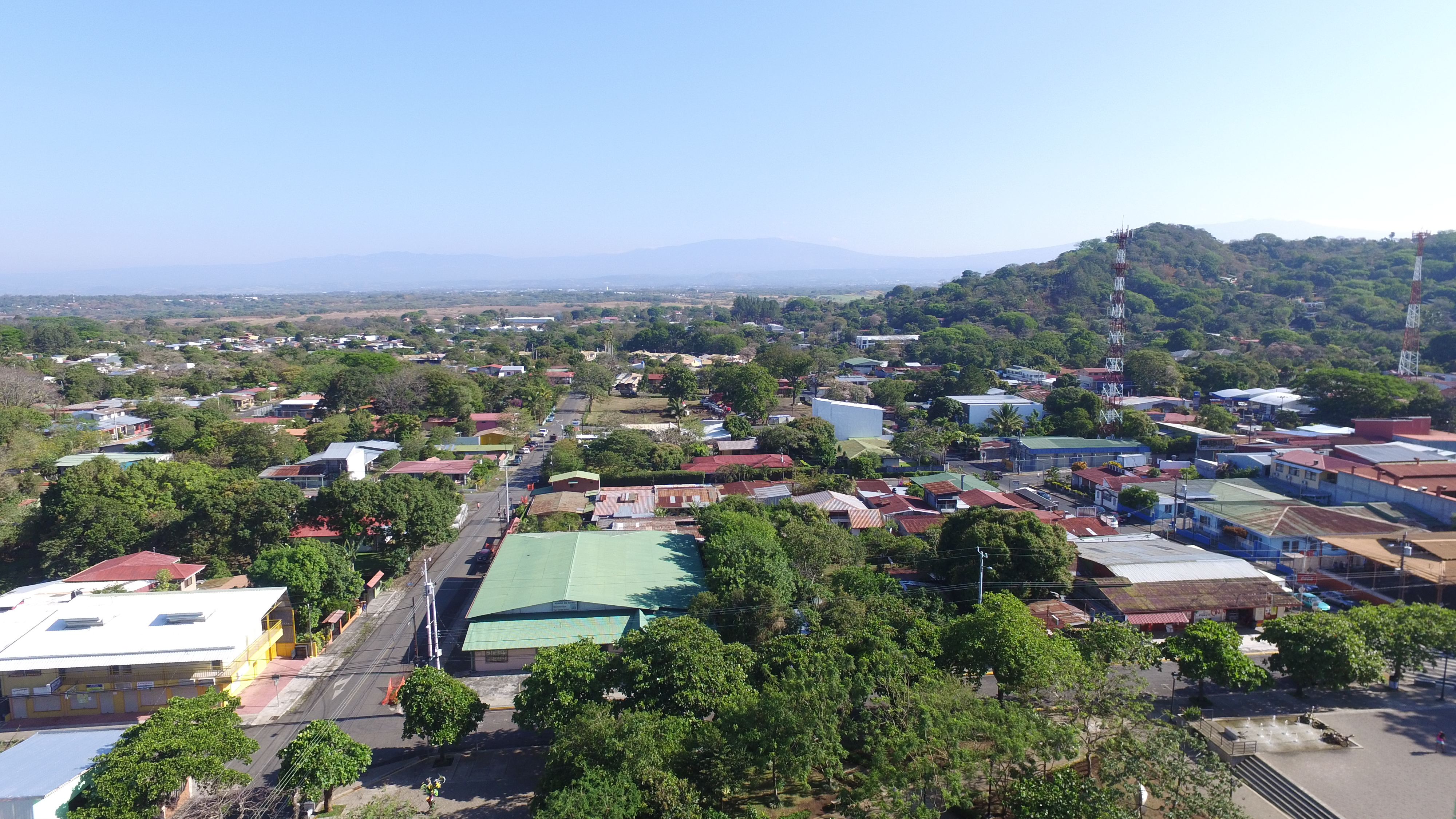
Vista aérea del centro de Ciudad Colón.

La economía del cantón de Mora es diversificada, siendo las más importantes las que respectan al comercio, el sector inmobiliario, la industria, el turismo y la agricultura. El distrito de Colón posee una alta concentración de áreas residenciales, industriales y comerciales, albergando varios residenciales, fábricas y comercios, mientras que el resto de distritos se encuentra cubierto principalmente por áreas silvestres y residenciales, donde predomina el turismo y la agricultura. Un 48,57% de la población es económicamente activa.
Con respecto al turismo, el cantón se ha colocado en los últimos años como un punto turístico importante y de referencia del Valle Central de Costa Rica. Los turistas acostumbran a visitar lugares como el territorio indígena de Quitirrisí, ubicado en el distrito del mismo nombre y el cual alberga los últimos rastros de la etnia huetar, así como la Zona Protectora El Rodeo, que cuenta con varios trayectos que los turistas pueden recorrer. Asimismo, el cantón cuenta con una considerable confluencia de turistas y profesionales extranjeros gracias a la presencia de la Universidad para la Paz, de la Organización de las Naciones Unidas.
Por otra parte, de acuerdo con el Índice de Competitividad Cantonal, el cantón de Mora se ubica en el puesto 60.º a nivel nacional, destacándose en las áreas de especialización del trabajador en servicios e industria e índice de concentración de actividades.

## Infraestructura

### Vías de comunicación
La principal vía de comunicación del cantón de Mora es la Ruta Nacional Primaria n.° 121, que atraviesa el cantón de noreste a suroeste, iniciando en el centro del distrito de Colón y finalizando en el oeste del distrito de Guayabo, atravesando a estos dos distritos y el de Quitirrisí, y a estos con los cantones de Puriscal y Santa Ana y con las ruta nacional n.° 22, por medio de la cual se conecta con la Ruta Nacional Primaria n.° 27. 
Las rutas nacionales que atraviesan y cubren el cantón de Mora son las listadas a continuación:

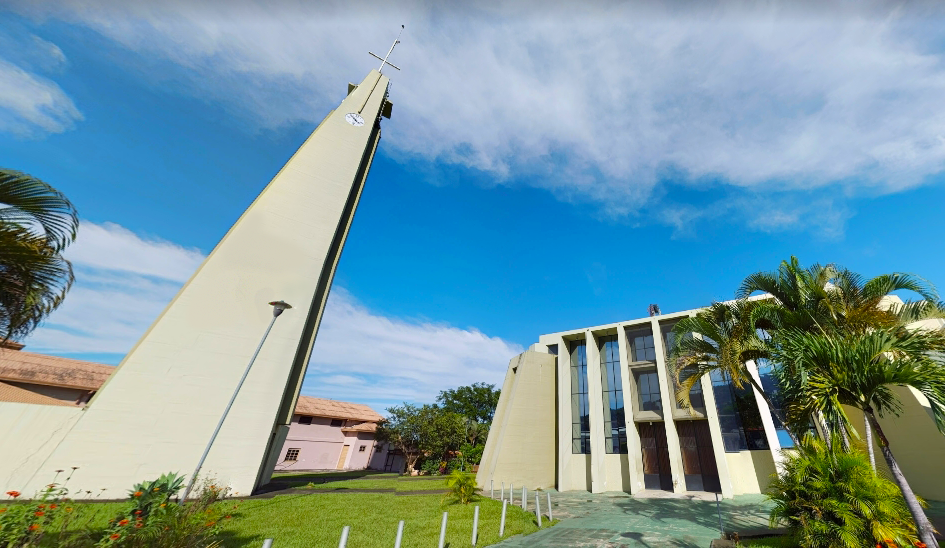
Parroquia La Asunción de la Virgen María, en Ciudad Colón.

- Ruta Nacional 22

- Ruta Nacional 121
- Ruta Nacional 136
- Ruta Nacional 209
- Ruta Nacional 239
- Ruta Nacional 316

### Iglesias

##### Parroquia de La Asunción de la Virgen María
La Parroquia de La Asunción de la Virgen María fue erigida en 1970 en el distrito de Colón, después de que su construcción iniciase en 1968, y fue consagrada en honor a la Asunción de María. El templo es el sucesor de otras dos edificaciones, la última de 1731. En cuanto al diseño arquitectónico del templo, este se diferencia del de otras iglesias y ermitas del cantón, las cuales se caracterizan en su mayoría por su estilo victoriano y construidas a base de madera.

##### Otras iglesias y capillas
- Parroquia de Dulce Nombre de Jesús, ubicada en el distrito de Guayabo.
- Iglesia de San Francisco de Asís, ubicada en el distrito de Tabarcia.
- Iglesia de Nuestra Señora de los Ángeles, ubicada en el distrito de Piedras Negras.
- Iglesia de Picagres, ubicada en el distrito de Picagres.
- Iglesia de Jaris, ubicada en el distrito de Jaris y también conocida como la "Iglesia Torcida".

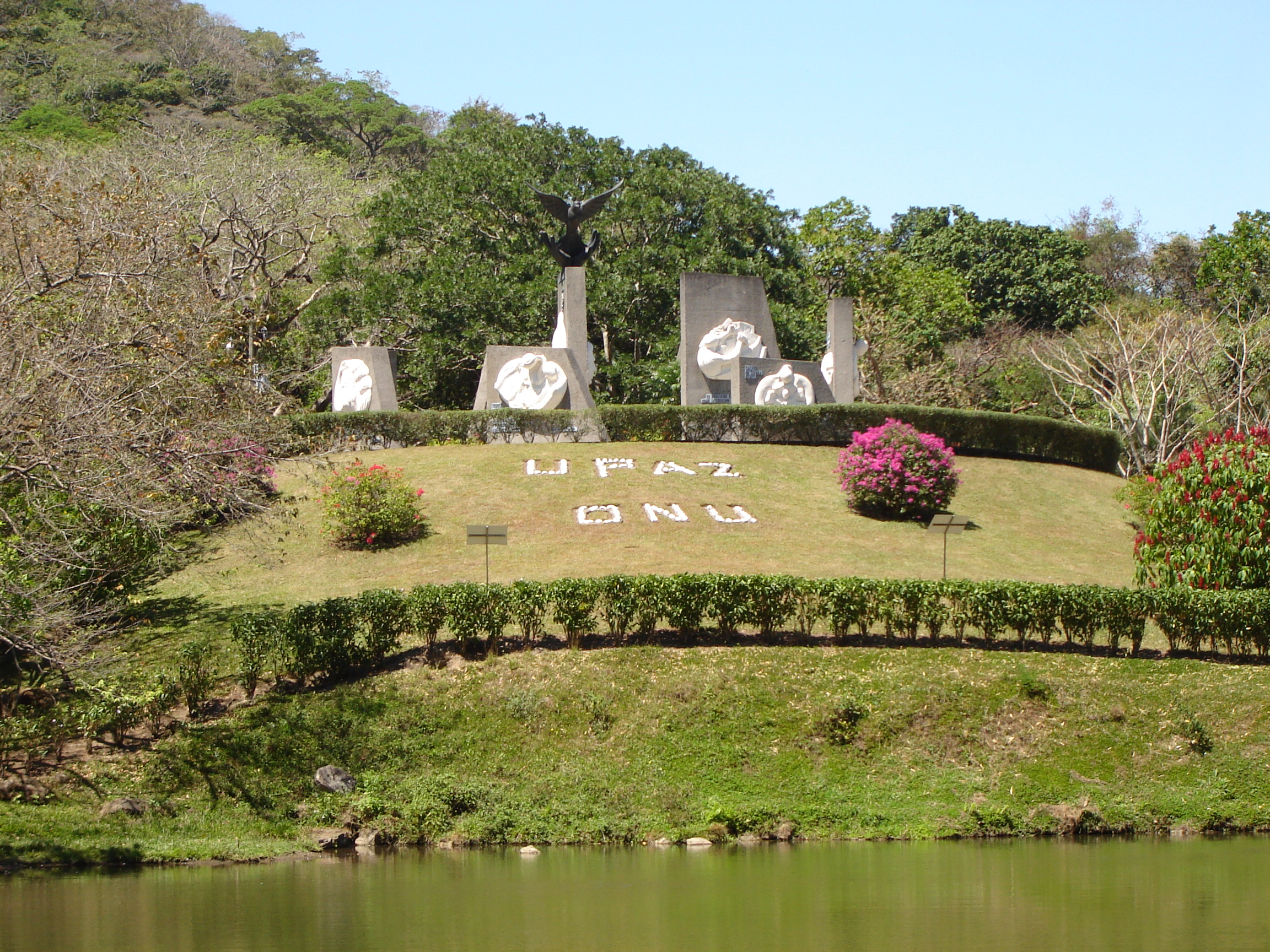
Vista del Monumento al Desarme, el Trabajo y la Paz, en el campus de la Universidad para la Paz, en Ciudad Colón.

### Monumentos

#### Monumento al Desarme
El Monumento al Desarme, el Trabajo y la Paz es un monumento ubicado dentro del campus de la Universidad para la Paz, de la Organización de las Naciones Unidas, en el distrito de Colón. El monumento, construido en 1987, fue diseñado por la artista cubana Thelvia Marín Mederos, y hace un homenaje a la historia y a los actores que aportaron a la paz y garantía de los derechos humanos en Costa Rica, todo esto representado por una paloma blanca y otras esculturas representativas.

## Demografía
Para el año 2022, Cantón de Mora cuenta con una población estimada de 32 348 habitantes, y para el último censo efectuado, en 2011, Cantón de Mora contaba con una población de 26 294 habitantes.
Es el quincuagésimo cuarto cantón de Costa Rica más poblado, siendo además su densidad poblacional 934,19 habitantes por km².
Del total de la población, 17 291 habitantes, que representan el 57,0% del total de la población del cantón, se concentra en el distrito de Colón, el más poblado. Le sigue, el distrito de Guayabo con un 17,45%, Tabarcia con un 16,65%, Jaris con un 4,37%, Picagres con un 2,90%, y por último el distrito de Piedras Negras con un 1,61% del total de población.
De acuerdo con el Atlas de Desarrollo Humano Cantonal de Costa Rica 2016, el cantón cuenta con una esperanza de vida de 80,1 años y una alfabetización del 98,0%.
De acuerdo al Censo Nacional del 2011, el 7,4% de la población nació en el extranjero. El mismo censo destaca que había 7 782 viviendas ocupadas, de las cuales, el 68,8% se encontraba en buen estado y había problemas de hacinamiento en el 3,0% de las viviendas. El 45,9% de sus habitantes vivían en áreas urbanas. Además, la escolaridad promedio alcanza los 9,0 años.

## Cultura

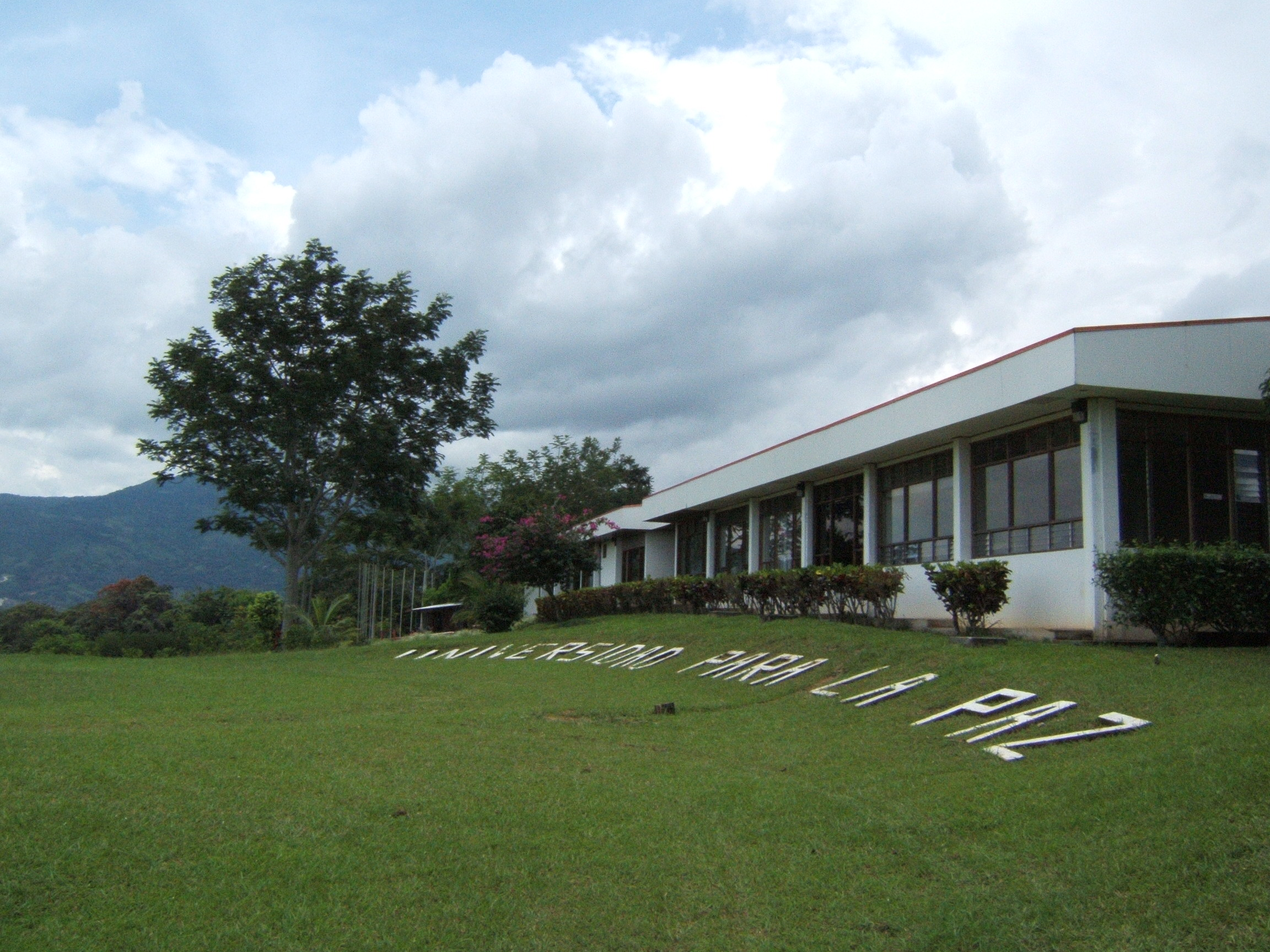
Campus de la Universidad para la Paz, en Ciudad Colón.

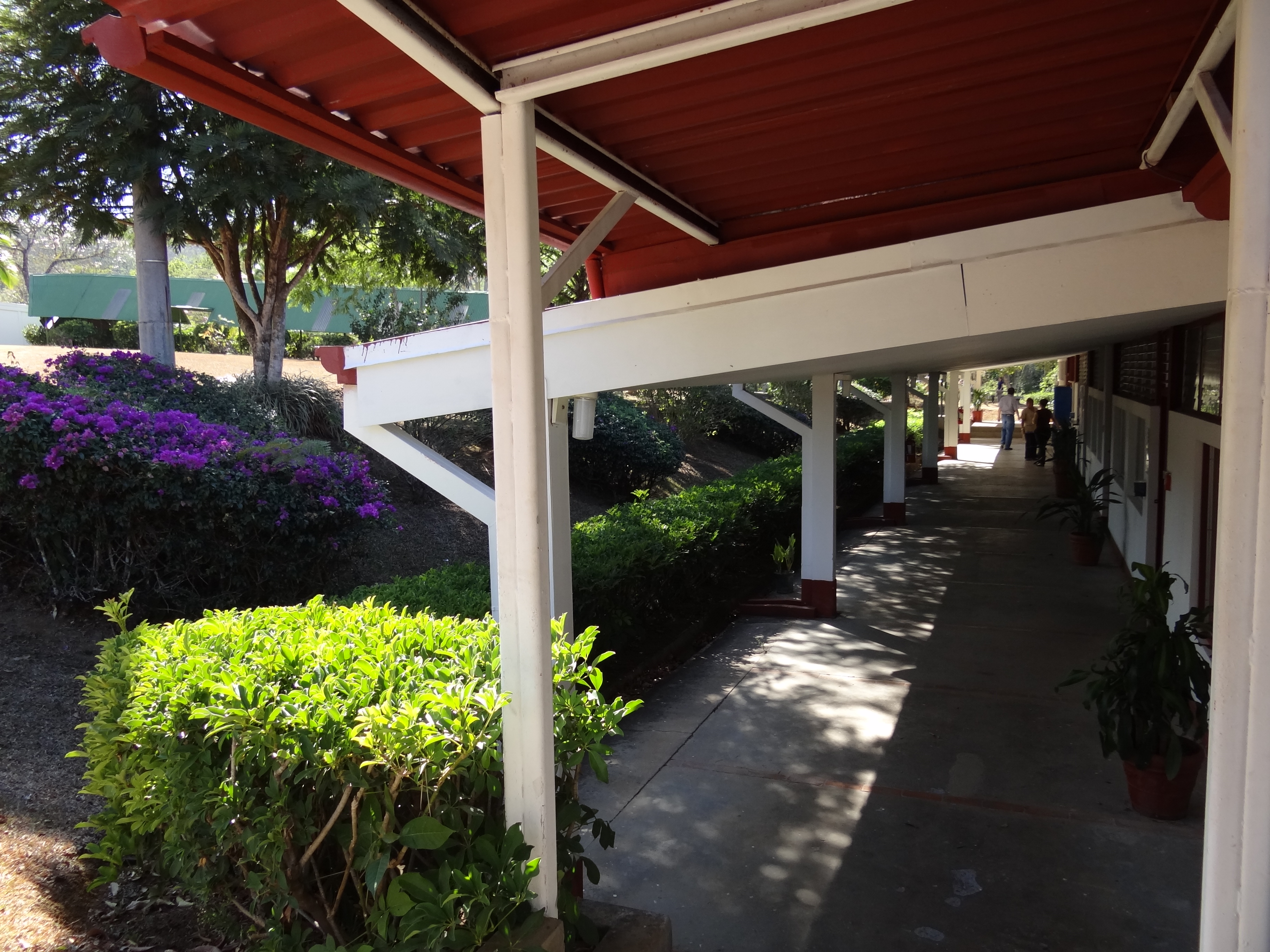
Aulas de la Universidad para la Paz, en Ciudad Colón.

### Educación
Con respecto a la educación, el cantón cuenta con varios centros educativos púbicos y privados, entre ellos:
- Escuela Rogelio Fernández Güell
- Liceo Nocturno de Ciudad Colón
- Colegio Nacional Virtual Marco Tulio Salazar (CNVMTS) de Ciudad Colón
- Colegio Técnico Profesional (CTP) de Mora
- Escuela Jacinto Mora Gómez
- Escuela Adela Rodríguez Venegas
- Escuela Lisímaco Chavarría Palma
- Liceo de Tabarcia
- Escuela Esteban Lorenzo del Coro
- Escuela Luis Monge Madrigal

El cantón además cuenta con un Comité Cantonal de la Persona Joven (CCPJ), sede del Instituto Nacional de Aprendizaje y una sede del Clubhouse Casa de la Juventud Mora, parte del programa Clubhouse Network del Instituto de Tecnología de Massachusetts y la multinacional Intel. Asimismo, en el cantón se encuentra la Biblioteca Pública de Ciudad Colón, administrada por el Sistema Nacional de Bibliotecas (SINABI).

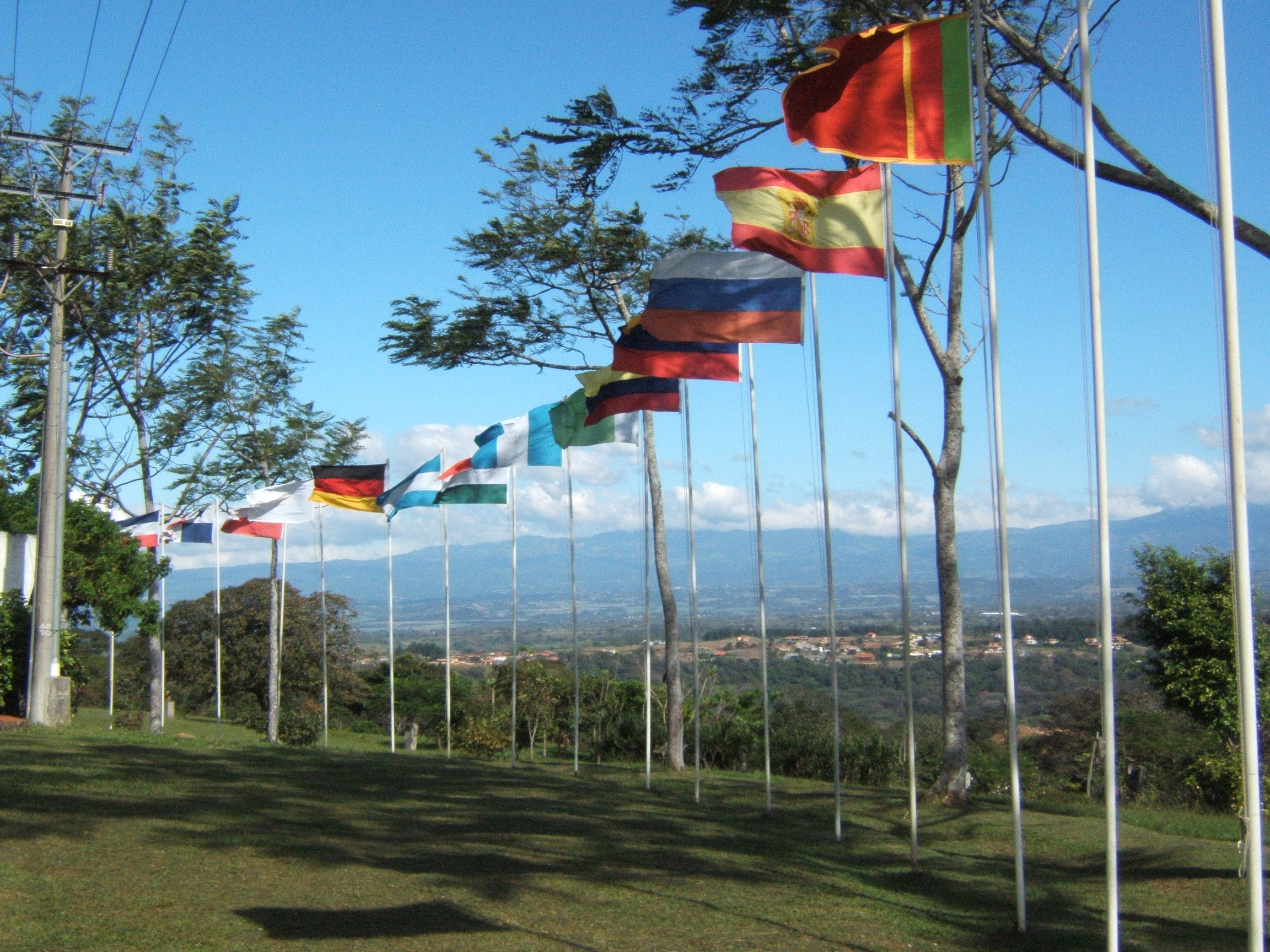
Banderas ondeando en el campus de la Universidad para la Paz, en Ciudad Colón.

#### Universidad para la Paz
La Universidad para la Paz (UPAZ) es una organización intergubernamental con estatus universitario, establecida por la Asamblea General de las Naciones Unidas en 1980 y que tiene su campus principal en el distrito de Colón. Su principal misión es "proporcionar a la humanidad una institución internacional de educación superior para la paz con el objetivo de promover entre todos los seres humanos el espíritu de comprensión, tolerancia y coexistencia pacífica, estimular la cooperación entre los pueblos y ayudar a reducir los obstáculos y amenazas al mundo paz y progreso, de acuerdo con las nobles aspiraciones proclamadas en la Carta de las Naciones Unidas".

### Deporte
El cantón de Mora es sede del club de fútbol Comité Cantonal de Deportes y Recreación de Mora Fútbol Club, o CCDR Mora FC, el cual forma parte de Primera División de LINAFA. El club se alberga en la Cancha de Guayabo, y tiene una capacidad de al menos 1 000 espectadores.
También cuenta con un Comité Cantonal de Deportes y Recreación (CCDR), el cual administra y orienta los recursos municipales y externos para el desarrollo deportivo y recreativo de los habitantes del cantón.

### Salud
El cantón de Mora se encuentra cubierto en cuanto a salud pública por la Caja Costarricense de Seguro Social (CCSS) por medio del Área de Salud de Mora-Palmichal, la cual tiene bajo su jurisdicción la Clínica de Ciudad Colón, así como diferentes servicios de equipos básicos de atención integral en salud (EBAIS) en varios de los distritos del cantón.

### Ambiente
En el distrito de Picagres, y sobre el cauce del río Grande de Tárcoles, se encuentra el Proyecto Hidroeléctrico Chucás, del Instituto Costarricense de Electricidad (ICE), y el cual genera hasta 200 GWh al año.

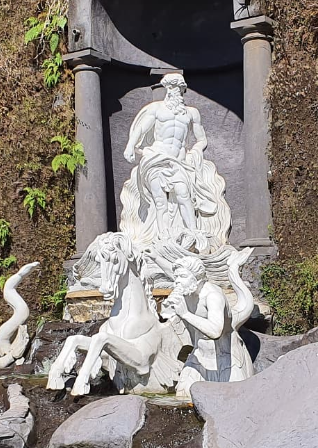
Estatuas del Anfiteatro de Villa, en Ciudad Colón.

### Sitios de interés
- Reserva indígena Quitirrisí, ubicada en el distrito del mismo nombre y la cual alberga los últimos rastros de la etnia huetar en el país.
- Teatro La Palestra, construido en 1946 y diseñado por el arquitecto costarricense José María Barrantes Monge, bajo un estilo arquitectónico neocolonial. Se encuentra ubicado en el distrito de Colón y fue nombrado en 2013 como Patrimonio Histórico-Arquitectónico de Costa Rica, según el decreto n.° 37612-C, publicado en el diario oficial La Gaceta .[15]
- Anfiteatro de Villa, un antiguo tajo a la orilla del cañón del río Virilla, reconvertido en el 2014 en un centro de eventos y anfiteatro. Albergó un concierto de la Orquesta Sinfónica Nacional en el marco del Verano Sinfónico. Cuenta, además, con una serie de esculturas en su exterior que resemblan a otras esculturas famosas tales como el David de Miguel Ángel.[40]
- Parque Juan Rafael Mora Porras, ubicado en el distrito de Colón e inaugurado en 2011. Cuenta con instalaciones de canchas de voleibol de playa, pistas de patinaje y cancha de baloncesto.
- Centro Histórico Cultural de Colón, el cual anteriormente funcionaba como un lugar de intercambio de bienes entre comerciantes y pobladores del lugar. En él se albergan diferentes festivales y se lleva a cabo la feria del agricultor. En el centro se ubica también un árbol de jícaro, reconocido por ser un símbolo de Ciudad Colón, y el cual fue objeto del premio al Árbol Excepcional 2004, otorgado por el Instituto Nacional de Biodiversidad (INBio) debido a su representatividad para la población. Su edad se estima en más de 400 años.[41]

### Personajes
- Marcos Ureña Porras (1990-): Futbolista que juega como delantero en el Club Sport Cartaginés de la Primera División de Costa Rica.
- Beatriz Zamora López (1871-1933): primera dama de Costa Rica durante la tercera y última presidencia de Ricardo Jiménez Oreamuno. Fue una figura polémica en su época debido a que ejerció la prostitución durante un tiempo previo a su romance y luego matrimonio con Jiménez, algo controvertido en la época.
- Marco Mora Rivera (1953-): Político socialcristiano, diputado por la provincia de Limón en las elecciones legislativas de 2002. Durante su gestión se caracterizó por diferentes opiniones polémicas.